# Polisportiva Libertas Martignacco
La Polisportiva Libertas Martignacco è una società pallavolistica femminile italiana con sede a Martignacco.

## Storia
La Polisportiva Libertas Martignacco viene fondata nel 1977: la sezione di pallavolo viene istituita qualche anno più tardi. Dopo aver militato in campionati minori, partecipa per la prima volta alla Serie B2 nella stagione 2010-11: nell'annata 2011-12, dopo aver concluso il proprio girone al terzo posto, viene sconfitta ai quarti di finale dei play-off promozione, mentre nell'annata successiva centra la promozione dopo aver vinto il girone D e, nella stessa stagione, la Coppa Italia di categoria.
Nella stagione 2013-14 esordisce in Serie B1: nell'annata 2016-17 sfiora la promozione in Serie A2, venendo sconfitta ai quarti di finale dei play-off promozione, dopo aver concluso il girone di regular season al quarto posto; nel campionato 2017-18 vince il proprio raggruppamento venendo promossa in serie cadetta. Nella stessa stagione conquista la Coppa Italia di Serie B1.
Debutta in Serie A2 nella stagione 2018-19: nella stessa annata si qualifica anche alla Coppa Italia di Serie A2, venendo eliminata in semifinale.
Partecipa alla serie cadetta per cinque stagioni consecutive, ma al termine del campionato 2022-23 annuncia la rinuncia alla categoria, per ripartite dal settore giovanile.

## Rosa 2022-2023
| N° | Nome             | Ruolo | Data di nascita  | Nazionalità sportiva |
| -- | ---------------- | ----- | ---------------- | -------------------- |
| 1  | Linda Cabassa    | S     | 25 luglio 2004   | Italia               |
| 2  | Veronica Allasia | P     | 21 giugno 2000   | Italia               |
| 3  | Giorgia Sironi   | O     | 24 febbraio 1995 | Italia               |
| 4  | Dalila Modestino | C     | 4 aprile 1998    | Italia               |
| 6  | Ilaria Granieri  | P     | 4 giugno 2001    | Italia               |
| 7  | Marta Lazzarin   | L     | 18 maggio 2004   | Italia               |
| 8  | Roxanne Wiblin   | S     | 18 dicembre 1998 | Stati Uniti          |
| 10 | Elisa Bole       | S     | 6 ottobre 2003   | Italia               |
| 11 | Sara Cortella    | S     | 15 febbraio 2002 | Italia               |
| 12 | Agata Tellone    | L     | 4 gennaio 2002   | Italia               |
| 17 | Katja Eckl       | C     | 6 maggio 2003    | Italia               |
| 18 | Bibiana Guzin    | C     | 17 agosto 2004   | Italia               |

## Palmarès
- Coppa Italia di Serie B1: 1

2017-18
- Coppa Italia di Serie B2: 1

2012-13